# Estratto di malto

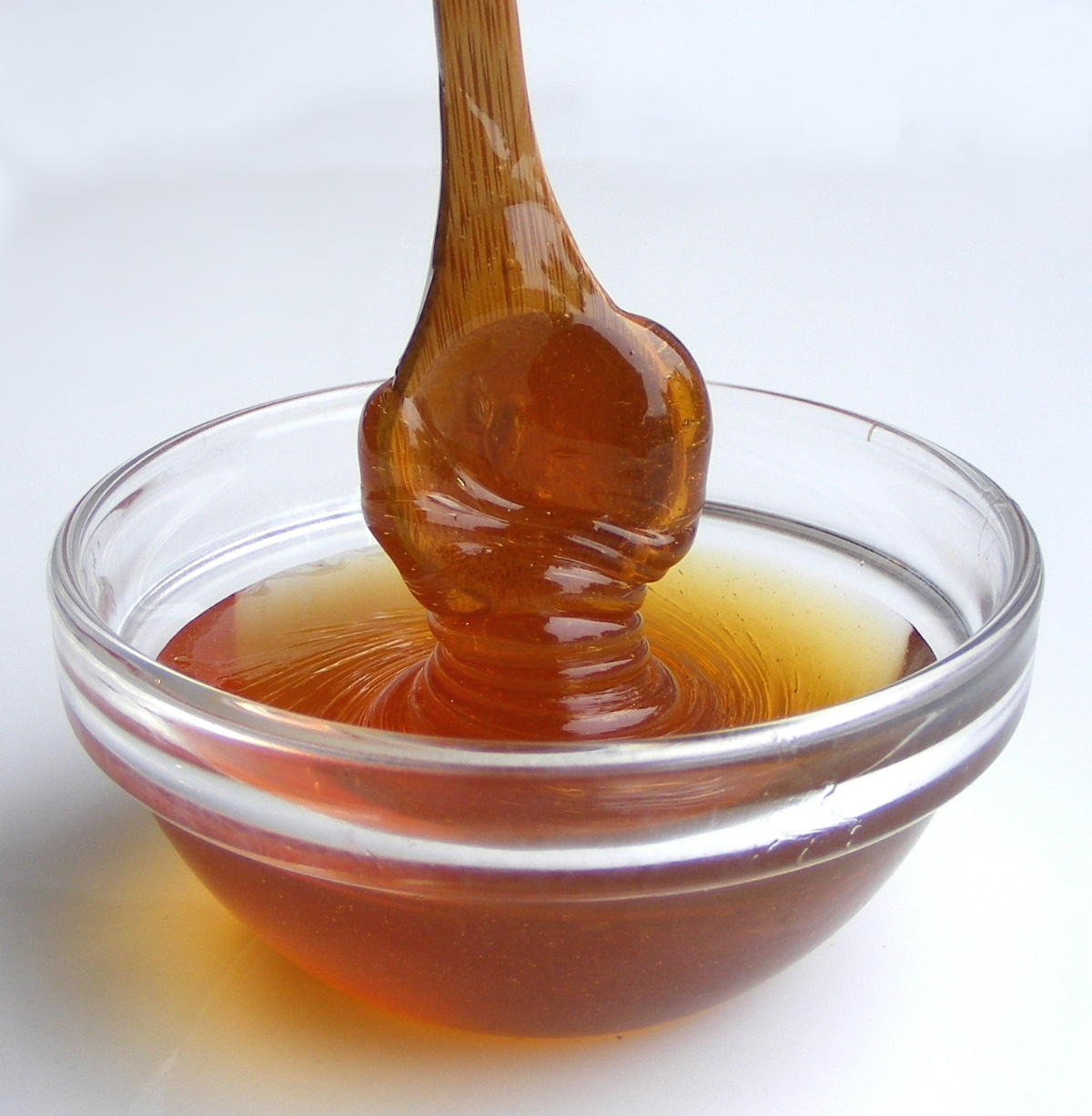

Il malto d'orzo o estratto di malto è un dolcificante ottenuto per estrazione dall'orzo germogliato. L'alimento può essere ridotto in polvere oppure in forma liquida. Viene usato come ingrediente culinario e per la produzione della birra e altre bevande sia alcoliche sia analcoliche. 

## Storia
Il malto d'orzo ha una lunga storia. Si trattava di uno dei principali dolcificanti (insieme al miele) in uso in Cina tra il 1000 a.C. e il 1000 d.C. Il famoso testo cinese del VI secolo Qimin Yaoshu contiene delle informazioni inerenti all'estrazione del malto e del maltosio dai cereali. Lo sciroppo continua ad essere utilizzato nei dolci tradizionali cinesi, come lo zucchero filato cinese conosciuto come barba di drago. Durante gli anni venti del Novecento, negli Stati Uniti, il razionamento dello zucchero e la conseguente necessità di un dolcificante alternativo portò alla crescita della domanda di malto d'orzo.

## Processo produttivo
Terminato il processo di germinazione e di essiccazione dell'orzo, questo viene macinato; la farina di malto d'orzo che si ottiene, ricca di enzimi amilasici naturali, viene miscelata con acqua nel tino di ammostamento.
In questa fase gli enzimi naturali del malto trasformano l’amido presente nel malto in zuccheri semplici e destrine.
Il risultato di questo processo, definito saccarificazione, che viene condotto e regolato secondo parametri ben precisi di temperatura e con diversi tempi di sosta, è un mosto, costituito da una parte solubile in acqua (che contiene principalmente gli zuccheri) e una parte insolubile, costituita principalmente dalle fibre (crusche) e da proteine.
Al termine della saccarificazione il mosto viene passato in uno speciale filtro a piastre grazie al quale le fibre vengono separate ed utilizzate per l’alimentazione zootecnica; la parte solubile, che contiene tutti gli zuccheri, il più rilevante dei quali è il maltosio, ha ancora un tenore di umidità attorno all’80%. L’umidità del mosto viene ridotta a circa il 20% utilizzando appositi evaporatori sotto vuoto.
Nell'evaporatore l’acqua in eccesso viene eliminata a temperature relativamente basse per preservare l’attività degli enzimi naturali del malto. 
Il risultato è un liquido denso chiamato "estratto di malto" con un tenore residuo di acqua pari a circa il 20%.

## Utilizzi e benefici dell'estratto di malto
L'estratto di malto ha svariati utilizzi. È infatti utilizzato come colorante naturale, per aumentare il sapore dei prodotti da forno o da prima colazione, può essere utilizzato nel cioccolato per dare rotondità di gusto, utilizzato per dare croccantezza a grissini, fette biscottate e pane, è una fonte naturale di zuccheri semplici e complessi. 
L'estratto di malto può essere liquido o in polvere e può essere diastasico oppure non diastasico. Il termine "diastasico" significa che l'estratto di malto ha una quantità di enzimi (soprattutto alfa e beta amilasi) in grado di scindere l'amido della farina in glucosio. Questi enzimi sono importanti perché quando l'estratto di malto è aggiunto all'impasto, gli enzimi iniziano ad agire liberando gradualmente glucosio, che può essere utilizzato dai lieviti per svilupparsi e fermentare in modo più omogeneo nel tempo. 
Tradizionalmente l'estratto di malto liquido diastasico è utilizzato in panificazione, per fornire zuccheri agli impasti: come nutrimento per i lieviti, per favorire la formazione di una crosta colorata e saporita, per migliorarne il colore, aumentare il gusto ed il profumo e favorire una più omogenea lievitazione del prodotto. 
Il malto è importante anche nella fase di cottura, perché gli zuccheri residui (quelli non consumati dai lieviti) caramellizzano (reazione di Maillard), producendo una crosta più colorata e saporita.
È utilizzato anche nella preparazione della pasta al malto per gatti, che ha lo scopo di facilitare la digestione dei boli di pelo ingeriti dai gatti.

## Descrizione
Il malto d'orzo ha un'alta percentuale di maltosio e carboidrati e metà del potere dolcificante del saccarosio. Il malto d'orzo viene talvolta utilizzato in combinazione con altri dolcificanti naturali per conferire agli alimenti un sapore maltato oppure una particolare doratura quando vengono cotti. L'aggiunta di malto d'orzo a una pasta lievitata aumenta la fermentazione a causa degli enzimi nel malto, accelerando così il processo di lievitazione. Tramite questa tecnica si produce il pane al malto.

## Potere diastasico (metodo Pollak)
Si definisce "potere diastasico" la quantità in grammi di maltosio prodotta da 1 kg di farina o di estratto di malto, per saccarificazione di una soluzione di amido in 30 minuti a 40 °C.